# Непізнаничі
Непізна́ничі — село в Україні, у Звягельському районі Житомирської області. Населення становить 244 осіб.

## Географія
Межує на півночі з Вірівкою, на сході з Шевченкове, на південному сході з Бастова Рудня, на південному заході з Андрієвичами. на північному заході з Старими Непізнаничами.
На південно-західній оклолиці села бере початок річка Познаниця, ліва притока Бастови.

## Історія
Колишнє село Сербівської волості Новоград-Волинського повіту Волинської губернії. Відстань від повітового міста 35 верст, від волості 18. Дворів 28, мешканців 177.
В період загострення сталінських репресій в 30-і роки минулого століття органами НКВС безпідставно було заарештовано та позбавлено волі на різні терміни 34 мешканців села, з яких 24 чол розстріляно.
У 1946—54 роках — адміністративний центр Непізнаницької сільської ради Ємільчинського району.

## Відомі люди
- Герасименко Єфим Васильович (1869—1933 рр) — член Державної Думи Росії 3-го скликання.